# Saker GT
La Saker GT est une voiture de sport néo-zélandaise conçue par Saker (en).

## Modèles
Les premiers modèles SV1 ont été conçus et construits par Bruce Turnbull et Turnbull Engineering, à Feilding en Nouvelle-Zélande. La voiture était homologuée pour la route et était aussi utilisée pour la compétition. Plusieurs moteurs ont été utilisés avec ce châssis : Lexus V8, Nissan V8, Subaru RS 2.0L turbo, Ford 3.8L V6, Rover 3.5L V8...
Une version « ouverte » appelée Sprint a aussi été développée. Ces deux modèles sont fabriqués sous licence depuis 2005 aux Pays-Bas, ces voitures sont uniquement utilisées pour la course et sont destinées principalement à l'European Saker Sportscar Challenge,.

## Compétition
En dehors du Saker Challenge, la voiture a été engagée en Belcar ou dans les 24H Series.